# Panade (pâtisserie)
Pour les articles homonymes, voir Panade.

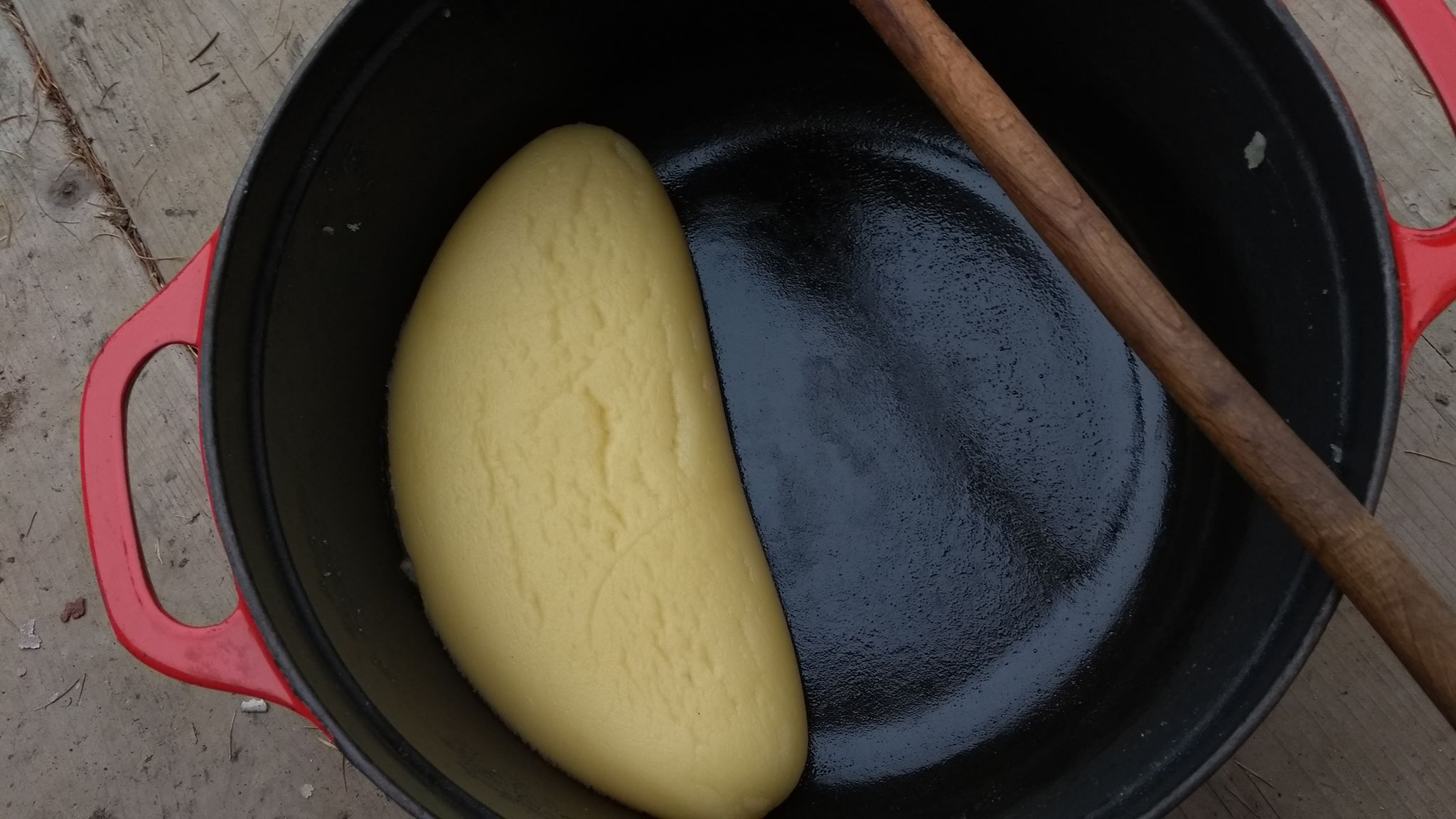
De la panade, à l'étape de refroidissement

La panade est une pâte qui constitue la première étape de la confection de la pâte à choux. C'est un mélange composé de beurre, de sel, et de farine, cuit dans de l'eau ou du lait. L'ingrédient alors manquant est l'œuf qui, incorporé, donnera la mixture attendue. 

### Sources
- Vocabulaire de la cuisine